# Tubo de Geissler
El tubo de Geissler es un tubo de vidrio inventado por el  físico (igualmente soplador de vidrio) alemán Heinrich Geissler en 1857 concebido para demostrar visualmente los principios de la descarga eléctrica luminosa (plasma no magnetizado).
Son tubos capaces de emitir luz de diferentes colores al producirse una descarga eléctrica en una atmósfera de gas contenida en su interior, preferentemente en condiciones de baja presión. Derivados de estos tubos, son por ejemplo el tubo fluorescente, el tubo de flash, las lámparas de descarga en general y los tubos utilizados para anuncios luminosos.
El tubo originalmente empleado para experimentación, en su forma básica contiene aire a presión normal que se va reduciendo mediante su extracción empleando para ello una bomba de vacío, y si en estas circunstancias, entre los electrodos  situados a ambos extremos, se establece una diferencia de potencial de varios millares de voltios, se produce un paso de corriente. Si la presión continúa disminuyendo hasta los diez mm de mercurio, se produce una luminosidad débil debido a la ionización por el choque de las moléculas en el aire. Estos iones alcanzan grandes velocidades y al chocar con las moléculas que se encuentran a su paso pueden desprenderle electrones. Si la presión disminuye aún más, la luminosidad se extiende y se estratifica.